# Неофит VI Константинополски
Неофит VI (на гръцки: Νεόφυτος ΣΤ΄) е православен епископ, кесарийски митрополит и вселенски патриарх в Константинопол на два пъти (1734-1740) и (1743-1744). По народност е грък родом от остров Патмос.

## Биография
През 1716 г. след избирането на Кесарийския митрополит Йеремия за Вселенски патриарх, на негово място е избран Неофит. Като митрополит на Кесария издига църкви и възстановява през 1728 г. манастира "Св. Йоан Кръстител" в Кападокия.
На 27 септември 1734 г. е избран за Вселенски патриарх. Изборът му е лобиран от фанариота Александру Гика, което прави патриарха зависим от него. През 1736 г. той налага ограничения върху зестрата в съответствие със социалния ред на булката и младоженеца при църковния брак.
През 1740 г. великият везир на Османската империя Нишанджи Хаджи Ахмед паша заповядва Неофит да бъде свален от патриаршеския престол, а след три години друг велик везир Сеид Хасан паша позволява на Неофит отново да е патриарх, при условие че, Неофит няма да влиза в контакт с Александру Гика, но след по-малко от година Неофит е свален окончателно от престола от бъдещия патриарх Паисий II Константинополски.
След свалянето му от власт той е заточен на родния си остров Патмос, където умира през февруари или март 1747 г.